# Casa del Fabbro

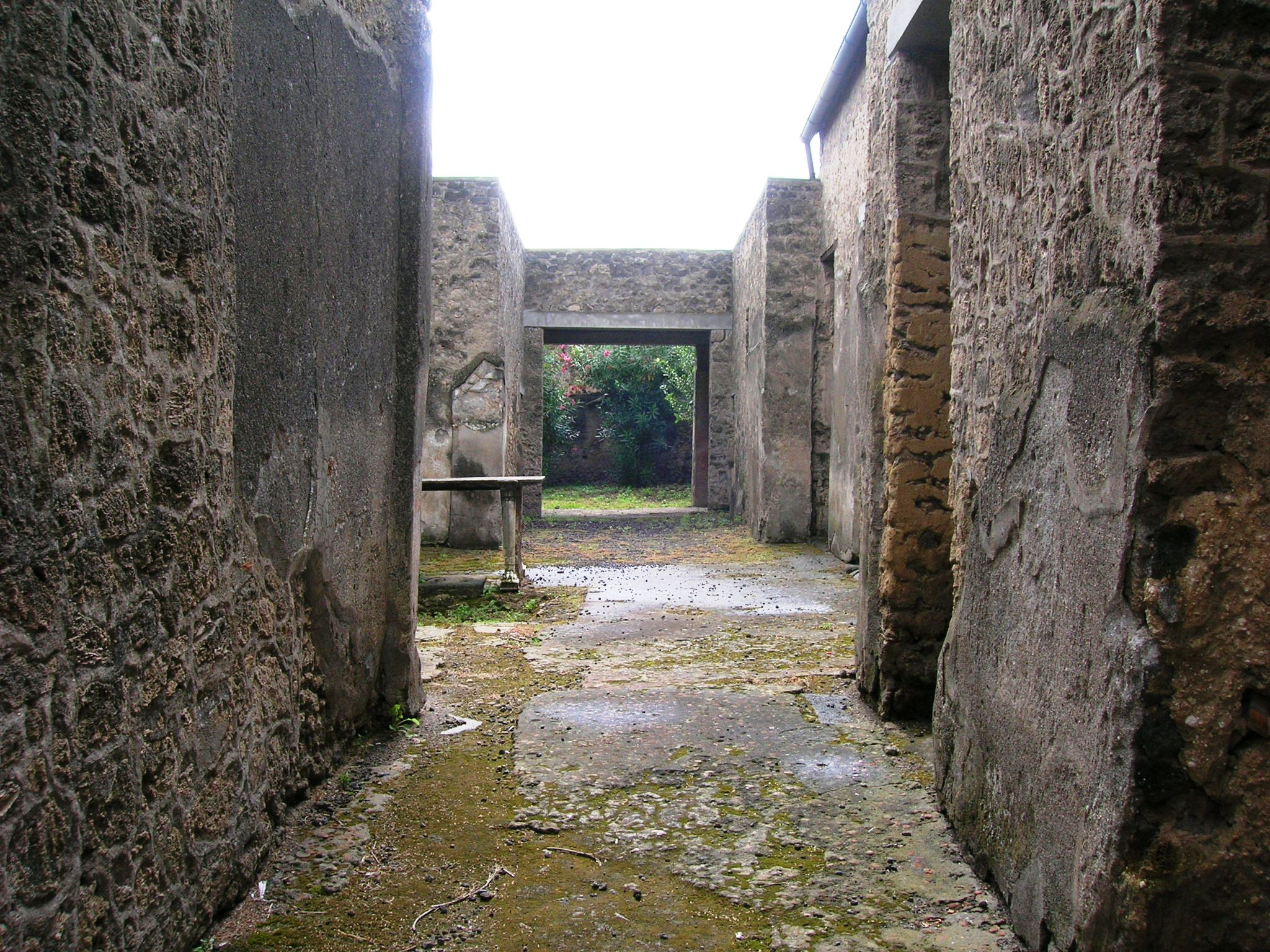
Blick in das Haus

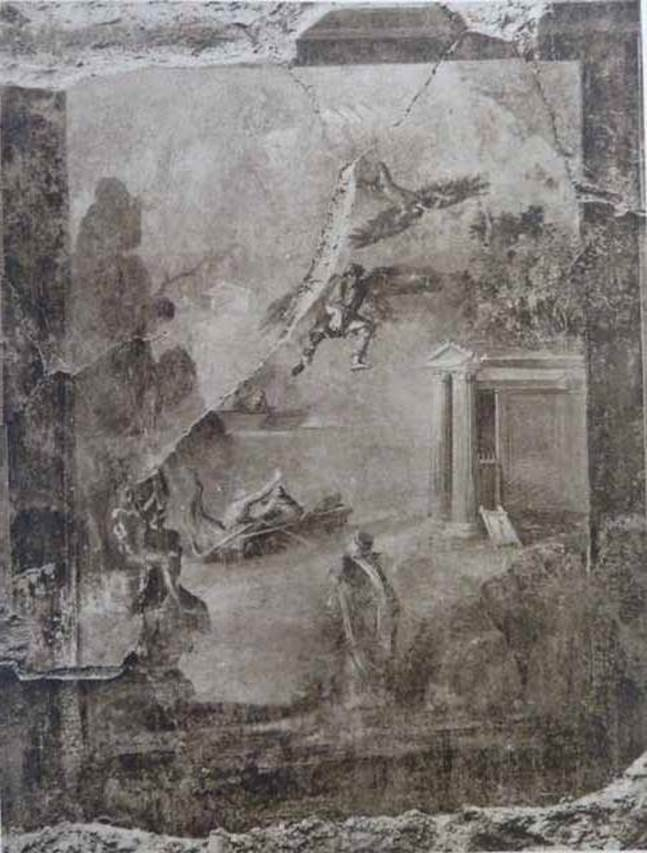
Wandgemälde

Bei der Casa del Fabbro (Haus des Schmiedes, auch Haus der Handwerker) handelt es sich um ein Wohnhaus in Pompeji (I.10.7), das von Dezember 1932 bis Februar 1933 ausgegraben wurde. Die Entdeckung zahlreicher Werkzeuge gab zur Vermutung Anlass, dass es sich hier um das Haus eines Handwerkers handelte.
Das mittelgroße, zweistöckige Haus liegt neben dem Haus des Menander und war einst Teil davon. Es weist ein Atrium mit diversen Räumen auf der rechten Seite und dahinter ein kleines Peristyl auf. Ein Großteil der Räume ist ausgemalt, doch sind diese Dekorationen heute zum Teil stark verblasst. Zu den Wandgemälden gehört die Darstellung des Falles des Ikarus und von Paris auf dem Berg Ida. Im Atrium befindet sich noch heute ein marmorner Tisch. Hier fanden sich auch die Reste eines Schrankes.
Im Triclinium fanden sich zwei Leichen. Die eine gehörte einer etwa 153 cm großen Frau, die um die 50 Jahre alt war und zwischen deren Beinen sich ein Beutel mit 21 Silbermünzen, im Wert von 104 Sesterzen, fand. Die andere Leiche gehörte zu einem etwa 35 bis 40 Jahre alten Mann, dessen Arme unter seinem Kopf verschränkt waren. Er war etwa 164 cm groß. Die Leichen waren die ersten von Pompeji, die man einer DNA-Analyse unterzog. Demnach stammen die Vorfahren des Mannes aus Sardinien und dem östlichen Mittelmeerraum, auch war er an Tuberculous spondylitis erkrankt. Er mag zu krank gewesen sein, um sich vor dem drohenden Unheil aus der Stadt zu retten. Die Frau litt unter Arthrose, doch war es schwieriger ihre DNA zu ermitteln.